# Zaleszczyce
Zaleszczyce [zalɛʂˈt͡ʂɨt͡sɛ] (tiếng Đức: Stuthof) là một ngôi làng thuộc khu hành chính của Gmina Gryfice, thuộc quận Gryfice, West Pomeranian Voivodeship, ở phía tây bắc Ba Lan. Nó nằm khoảng 4 kilômét (2 mi) phía tây Gryfice và 66 km (41 mi) về phía đông bắc của thủ đô khu vực Szczecin.
Trước năm 1637, khu vực này là một phần của Duchy of Pomerania. Năm 1939, dân số Stuthof gồm 22 người. Đối với lịch sử của khu vực, xem Lịch sử của Pomerania.